# Revista Línea
Línea fue una revista argentina de aparición mensual, fundada por el historiador José María Rosa en 1980. Su lema era «La voz de los que no tienen voz» y se opuso a la dictadura militar que gobernó Argentina entre 1976 y 1983.